# Extended play

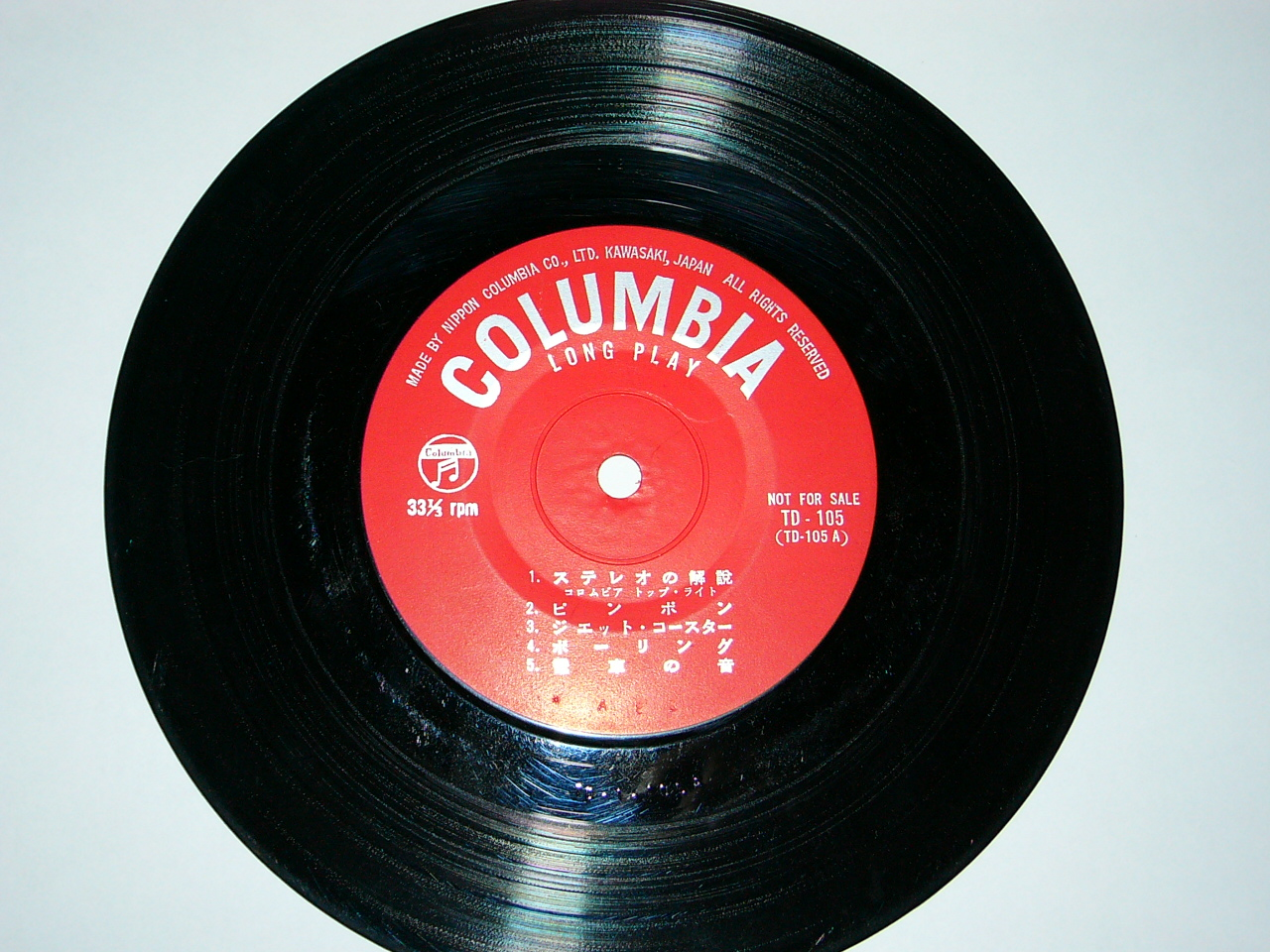
Een grammofoonplaat

De afkorting ep (Engels: EP of E.P.) staat voor extended play. De term verwijst naar een techniek om de speelduur van een grammofoonplaat te verlengen, maar wordt ook gebruikt als alternatieve naam voor mini-album. 
De groef op een grammofoonplaat maakt zijdelingse bewegingen, waarvan de amplitude groter is bij een hogere geluidssterkte.
De spoed, de onderlinge afstand tussen de groeven, moet zo groot zijn dat de groeven niet door elkaar lopen.
Bij een ep wordt de spoed gevarieerd, afhankelijk van de geluidssterkte.
Op een gewone single (45 tpm, 17,5 cm) past meestal een liedje aan elke kant.
Een ep biedt ruimte aan het dubbele.
Daardoor is voor sommigen het woord 'ep' synoniem aan een grammofoonplaatje met vier liedjes.
Een andere methode om de speelduur te verlengen is een single niet op 45 maar op 33 1/3 toeren te snijden en af te spelen.
Oorspronkelijk werd de term ep dus gebruikt voor verlengde singles, tegenwoordig wordt deze nog vooral gebruikt voor geluidsdragers (dus ook cd's) met materiaal dat te lang is om een single genoemd te worden en te kort om als volwaardig album door het leven te gaan. De gebruikelijke lengte voor zo'n ep is ongeveer 15 tot 35 minuten. Een ep duurt in principe nooit langer dan 50 minuten en bevat doorgaans niet meer dan acht à negen nummers. Een album duurt in de regel minimaal 30 à 35 minuten en kan zelfs een lengte van in totaal meerdere uren hebben (bijvoorbeeld verspreid over meerdere geluidsdragers). Het aantal nummers op een album bedraagt in de meeste gevallen rond de tien of meer. Zo niet, dan is het vaak zo dat de nummers een langer dan gemiddelde tijdsduur hebben. De lijn tussen een album en wat als een ep wordt bestempeld is niet zelden in strikte zin vrij dun.
In het verleden werden ep's in sommige hitparades niet bij de singles vermeld, maar bij de albums, vanwege de speelduur, of zelfs ook niet bij de albums. Eenzelfde verschijnsel deed zich later voor bij de maxisingles en de 12 inches (op singlegebied) en de mini-lp (op lp-gebied).